# جی سوئیت
جی سوئیت (انگلیسی: Jay Sweet؛ زادهٔ ۱۱ اوت ۱۹۷۵) دوچرخه‌سوار اهل استرالیا است.
وی در مسابقات کشوری و بین‌المللی در مجموع برندهٔ ۱ مدال طلا شده‌است.